# Vliegveld Hilversum
Vliegveld Hilversum (ICAO: EHHV) is een klein vliegveld zuidwestelijk van Hilversum. Het ligt ingesloten tussen Hilversum, Loosdrecht en Hollandsche Rading en biedt activiteiten aan als: vlieglessen, gemotoriseerde en zweefvliegactiviteiten, helikoptervluchten en valschermspringen. Er staan historische privévliegtuigen en daarnaast beschikt het veld over horecafaciliteiten. Communicatiemogelijkheden: VHF. Hilversum Radio op 131.030 en Hilversum Gliding op 122.480 MHz. Maximale vlieghoogte (VFR verkeer rond Hilversum) varieert van 1500ft (450m) tot 3500ft (1050m). (Schiphol TMA) Het veld beschikt over drie (gras) start- en landingsbanen: baan 36-18 (circa 700m), baan 07-25 (circa 540m) en baan 12-30 (circa 660m, was 13-31 tot 11 aug 2022). Vanwege de drie banen kan in zes richtingen worden gestart/geland waardoor ook in diverse weersomstandigheden (lees: windrichting en -kracht) worden gevlogen. Bij een enkele baan is dit beperkter, gezien de voor ieder vliegtuig geldende zijwind limieten. Vanwege de grasbanen bestaat de mogelijkheid dat het veld bij extreme droogte, vorst of regen tijdelijk wordt gesloten.

## Geschiedenis

### Ontstaan
In het begin van de jaren 1930 ontstond de belangstelling in de luchtvaart en vanaf dat moment ontstonden er ook plannen tot het oprichten van een vliegveld aan de Loosdrechtseweg. Het oorspronkelijke idee was een multifunctioneel complex met zwembad, wielerbaan, motorracebaan, voetbalvelden, restaurants en een vliegveld. De gemeente Hilversum zou als grote sponsor moeten fungeren maar vanwege de hoge kosten werd dit plan snel naar de prullenbak verwezen.
In 1934 werd daarop door het Gooisch Vliegveld Actiecomite een verzoek aan het college van B&W Hilversum gericht tot het vestigen van een vliegveld ten behoeve van de sportvliegerij. Men had hier een terrein in eigendom van het Gooisch natuurreservaat op het oog, maar deze instantie weigerde het terrein te verhuren.
In 1936 werd de Stichts- Gooische Kleine Luchtvaartclub opgericht (de latere Gooise Zweefvliegclub) die een ongebruikte paardenrenbaan op de heide tussen Hilversum en Bussum ging gebruiken.
Intussen werd door het actiecomité naarstig naar alternatieven gezocht en weer kwam men uit op het terrein bij de Loosdrechtseweg. Het college van B&W Hilversum stemde toe maar ditmaal kwam er geen toestemming van de minister van Waterstaat. Aanwijzing van het terrein conform de Luchtvaartwet ging niet door.
Uiteindelijk kwam men op een terrein van 45 hectare dat eigendom was van de Nederlands Hervormde Kerk Naarden. Deze was bereid het terrein te verhuren en vanwege de heersende grote werkeloosheid werd bepaald dat het terrein als in het kader van werkverschaffing zou worden aangelegd. Ondanks diverse bezwaren o.a. van de Vereniging tot het oprichten van Arbeidskolonies voor TBC-lijders in Nederland en de vereniging Zonnestraal, die een sanatorium iets ten noorden van het geplande vliegveld wilde bouwen werd in 1938 toch met de werkzaamheden gestart. Tevens werd de Stichting Vliegveld Hilversum in 1938 opgericht. Deze zou zich bezighouden met de bouw en exploitatie van een clubgebouw, kantoor en hangaar en de aanstelling van een luchthavenmeester. Na vertraging door verstoring van de roosters van de werkploegen, langdurige egalisering en inzaaien van de grond kwamen de werkzaamheden in augustus 1939 ten einde. De feestelijke opening moest plaatsvinden op 30 september 1939. Hiervoor was medewerking gevraagd aan de Nationale Luchtvaart School, de firma’s Fokker en Koolhoven en aan de militaire luchtvaart.  

### Mobilisatie en oorlog
Op 29 augustus 1939 werd het vliegveld echter gevorderd vanwege de mobilisatie. Het veld werd bewaakt door een compagnie Bewakingstroepen waarna de 1e Verkenningsgroep van het 2e Luchtvaart Regiment op het veld werd gelegerd met Fokker C.V en  Koolhoven F.K. 51 vliegtuigen. Later kwamen daar Fokker D-XVII's van de Jachtgroep Veldleger/ 2e VA (Jachtvlieg Afdeling) bij. Alle toestellen werden verdekt opgesteld en moesten telkens met mankracht worden verplaatst. In november 1939 verhuisden de Fokker D-XVII’s terug naar Soesterberg waarna de 1e verkenningsgroep begin 1940 werd uitgebreid met twee Fokker C-X’s. 
Begin mei 1940 was de situatie gespannen. Als voorzorg was één start/landingsbaan vrijgehouden; de rest van het veld was omgeploegd en met rioolbuizen geblokkeerd en men had negen startklare vliegtuigen ter beschikking die verspreid en verdekt stonden opgesteld. 
In de nacht van 9 op 10 mei 1940 werd het vliegveld aangevallen door Duitse Messerschmitt Bf 109s. Vier onverdekte toestellen werden hierbij vernield maar alle verdekt opgestelde toestellen waren onbeschadigd. Deze  maakten op 10 mei nog een vlucht om Duitse vliegtuigen op het strand van Scheveningen te beschieten en landden daarna op Vliegveld Middenmeer in Noord-Holland.  
Na de capitulatie werd het vliegveld door de Wehrmacht gevorderd en uitgebreid. Er kwamen gebouwen ten oosten van het veld (nu Korporaal Van Oudheusdenkazerne) en bij het sanatorium Zonnestraal werd in het bos een hangaar gebouwd die met een rolbaan verbonden werd met het vliegveld. Er kwamen z.g. munitiekuilen, een uitkijkpost en een bunker waarop afweergeschut werd geplaatst. Ondanks deze uitbreidingen werd het veld niet actief door de Luftwaffe gebruikt. Wel werden er veel Bücker Bü 181 Bestmann lesvliegtuigen in elkaar gezet en ingevlogen. Op 17 april 1945 probeerde een Duits sprengkommando nog gebouwen op te blazen en materialen en onklaar te maken maar na de bevrijding konden de geallieerden het vliegveld toch gebruiken.
In juni 1945 kwam het Britse 657 (Army) squadron met Auster AOP5 vliegtuigen op het veld. Deze verzorgden ondersteuning aan het Canadese leger. De Austers bleven maar kort en verhuisden binnen een maand over de weg naar Goslar (Duitsland). De laatste geallieerde eenheden gebruikten het veld en de gebouwen tot januari 1946.

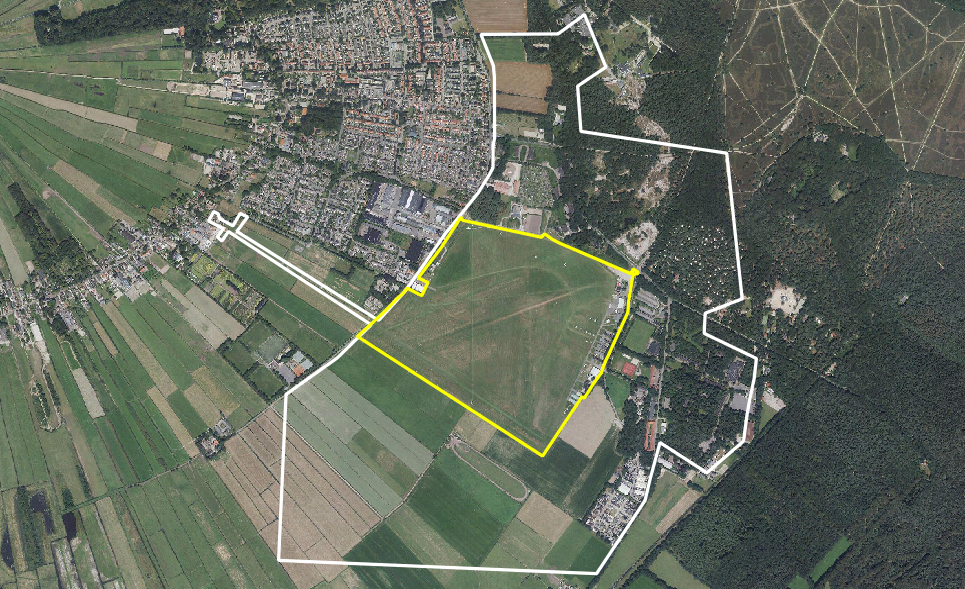
Vliegveld Hilversum tijdens de Tweede Wereldoorlog

### Wederopbouw
Na de bevrijding werd de oppervlakte van het veld teruggebracht naar de vooroorlogse situatie. De grasmat werd hersteld door de Rijksdienst Landbouwherstel en het puinruimen van opgeblazen bouwwerken duurde twee jaar. 
Sommige Duitse bouwwerken bleven echter staan en worden nog steeds gebruikt. Op het terrein van het sanatorium Zonnestraal waren tijdens de oorlog in het Loosdrechtse bos z.g. scherfwoningen met dikke muren en stalen luiken voor de ramen gebouwd voor de Duitse officieren.   
In de voormalige Duitse kazerne naast het vliegveld werd in 1946 het Marine Opleidings Kamp gevestigd. In 1978 ging dit complex over naar de landmacht en werd het Opleidingscentrum Geneeskundige Dienst: de Korporaal Van Oudheusdenkazerne, genoemd naar een ziekenbroeder die in mei 1940 op Ypenburg meevocht. 
In 1947 waren de herstelwerkzaamheden gereed en kon Vliegveld Hilversum officieel worden geopend. Dit gebeurde in juli 1948 door prins Bernhard. Als luchtvaartliefhebber en vlieger woonachtig in Soestdijk bezocht hij het veld vaak en hij is jaren de beschermheer van het vliegveld geweest. Tot 1976 werkte hij in zijn functie van Inspecteur-Generaal der Krijgsmacht ook vlakbij in Hollandsche Rading.
In 1955 verkreeg het vliegveld het douanerecht waarmee het internationale status kreeg.

### Vanaf de jaren 1960
De Rijksluchtvaartschool (toen nog Nationale Luchtvaart School) was op vliegveld Hilversum actief als de naoorlogse exploitant en vloog er met de Tiger Moth, Piper Cub en Cherokee. Ook werden andere bedrijven aangetrokken zoals de firma Skylight. Deze verzorgde veel rondvluchten en reclamevluchten evenals de firma’s Reclamair van Martin Schröder in de jaren 1960 en Airborne Air Service dat in de jaren 1970 diensten als vliegschool, onderhoudsbedrijf en taxidiensten aanbood. 
Ook de toenmalige Nationale Omroep Stichting had er van 1969-1982 een eigen vliegtuig: de PH-NOS, een Cessna T337D Turbo Super Skymaster die voor het NOS journaal werd gebruikt.  
Zelfs het Amerikaanse 32nd Tactical Fighter Squadron van de Vliegbasis Soesterberg had op vliegveld Hilversum zijn eigen vliegclub: de Camp New Amsterdam Aero Club was in 1971 opgericht en diens leden maakten gebruik van een Cessna 150 en een Cessna 172.

## Beschrijving van de ontwikkeling van het luchtverkeer
Het gebruikelijke luchtverkeer op het luchtvaartterrein Hilversum bestaat in hoofdzaak uit: zakelijke vluchten, zowel met eigen vervoer als taxiluchtvaart; les- en oefenvluchten; rondvluchten; (reclame)sleepvluchten; overheidsvluchten; valschermvluchten en privé/recreatieve vluchten.
Naast de gebruikelijke 1- en 2-motorige vliegtuigen met schroefaandrijving met een maximumstartgewicht tussen 390 en 6000 kg wordt het veld gebruikt door motorzweefvliegtuigen, zweefvliegtuigen, lichte hefschroefvliegtuigen en ballonnen. Een groot deel hiervan in eigendom van de op het vliegveld gevestigde bedrijven en vliegclubs. Een klein deel is in privé-eigendom. Een klein aantal toestellen wordt uitsluitend ingezet ten behoeve van het slepen van zweefvliegtuigen en voor valschermvluchten. Daarnaast wordt het veld bezocht door van andere vliegvelden afkomstige kleine motorvliegtuigen en wordt er beperkt gebruik van gemaakt door lichte hefschroefvliegtuigen en heteluchtballonnen.
Circa 60% van de vluchten op Hilversum bestaat uit les- en oefenvluchten. De overige 40% zijn zakelijke en privé/recreatieve vluchten. Ongeveer 40% van de les- en oefenvluchten in de kleine luchtvaart wordt gemaakt ten behoeve van de (basis)opleiding van Nederlandse verkeersvliegers in de grote luchtvaart (KPMG/BEA, 1996). De rest van deze vluchten vindt plaats voor de opleiding van beroepsvliegers in de kleine luchtvaart en van privévliegers.

## Overzicht vliegbewegingen
Op elke luchthaven worden verplicht alle vliegbewegingen (starts en landingen) geregistreerd, uitgezonderd de bewegingen met zweefvliegtuigen. De tijdens lesvluchten gemaakte touch-and-go's gelden hierbij als twee bewegingen.
| Jaar | Bewegingen |
| ---- | ---------- |
| 1974 | 74820      |
| 1975 | 83737      |
| 1976 | 76518      |
| 1977 | 70347      |
| 1978 | 59249      |
| 1998 | 54974      |
| 1999 | 60004      |
| 2000 | 49063      |
| 2001 | 52023      |
| 2002 | 55185      |
| 2003 | 45554      |
| 2004 | 39811      |
| 2005 | 38575      |
| 2006 | 42829      |
| 2007 | 43203      |
| 2008 | 41079      |
| 2009 | 43669      |
| 2010 | 40846      |
| 2011 | 46728      |
| 2012 | 43738      |
| 2013 | 38803      |
| 2014 | 45359      |
| 2015 | 43120      |
| 2016 | 45377      |
| 2017 | 43293      |
| 2018 | 45044      |
| 2019 | 42574      |

Bron: CBS

Hilversum is decennialang een drukke ongecontroleerde (= zonder verkeersleiding) luchthaven geweest maar dit veranderde in de jaren 1970 door de opening van Lelystad Airport. Deze luchthaven heeft een deel van de capaciteit van Hilversum overgenomen. Op Hilversum waren door de verkeersdrukte al geen reële uitbreidingsmogelijkheden. Ook de beperkte duur van de huurovereenkomst met de gemeente Hilversum en de luchthavenexploitant boden te weinig perspectief voor langdurige investeringen. Zo is in 1974 de Martinair-vestiging op Hilversum "Reclamair" naar Lelystad verhuisd. Hilversum was de bakermat voor het latere Martinair.
De terugloop in 2000 is onder meer gekomen door verandering van de regelgevingen inzake eisen omtrent brevettering en opleidingen. De regelgeving werd in 1999 op Europese schaal gebracht als gevolg van de Joint Aviation Requirement for Flight Crew Licensing (JAR-FCL) en veroorzaakte een sanering in de vliegopleidingen.
Inzake de besluitvorming over het vliegveld en de toekomst hiervan, liggen de bevoegdheden bij de provincie Noord-Holland, deze heeft de regie overgedragen gekregen van het Rijk voor de in deze provincie gelegen vliegvelden (behalve Schiphol). (Artikel 8.43 en 8.64 Wet luchtvaart.)

## Commissie Regionaal Overleg luchthaven Hilversum
Voor overleg inzake gebruik van de luchthaven met het bevoegd gezag, de omwonenden en de gebruikers werd door de minister van Verkeer en Waterstaat o.g.v. artikel 28 van de Luchtvaartwet "commissie-28" ingesteld. Deze heeft tot taak om door overleg van alle betrokkenen een gebruik van de luchthaven te bevorderen dat zo veel mogelijk recht doet aan alle belangen. Door wijziging van de Wet luchtvaart inzake vernieuwing van de regelgeving voor burgerluchthavens en militaire luchthavens (RBML) en de decentralisatie van bevoegdheden voor burgerluchthavens naar het provinciaal bestuur is deze commissie onder provinciale regie gekomen en gaat verder onder de naam: Commissie Regionaal Overleg luchthaven Hilversum.

### Trivia
- Etappeplaats recordpoging Flight One Zero Zero. Op 17 december 2003 heeft Frank Versteegh een geslaagde poging gedaan om op één dag alle 25 vliegvelden van Nederland met zijn vliegtuig aan te doen. Deze recordpoging was in het kader van 100 jaar luchtvaart en is opgenomen in het Guinness Book of Records.[2]
- Prinses Irene heeft in 1964 op vliegveld Hilversum vlieglessen gehad bij de Nationale Luchtvaartschool en Pieter van Vollenhoven in 1967. Paul Wesselius was voor beiden de vliegerinstructeur.[3][4]